# Forêt des singes de Rocamadour
La forêt des singes est un parc zoologique français situé sur la commune de Rocamadour département du Lot en Occitanie.

## Géographie
Situé sur le causse de Gramat surplombant un méandre du Lot.

## Historique
Créé en 1974 c'est le deuxième lieu le plus visité du Lot, après le gouffre de Padirac en 2018.

## Faune présentée
Une seule espèce y est présente le Macaque de Barbarie, une espèce menacée. On peut y voir 150 macaques de Barbarie, appelés également magots, en toute liberté et à l’état sauvage.
Ouvert au public de fin mars à mi-novembre.

## Objectifs et actions
Sensibilisation du public, recherches éthologiques. 
Les scientifiques y étudient le comportement social du Macaque de Barbarie depuis 1974.

## Gestion
Société à responsabilité limitée est active depuis 44 ans et gérée par Guillaume De Turkheim depuis 1975.

Galerie
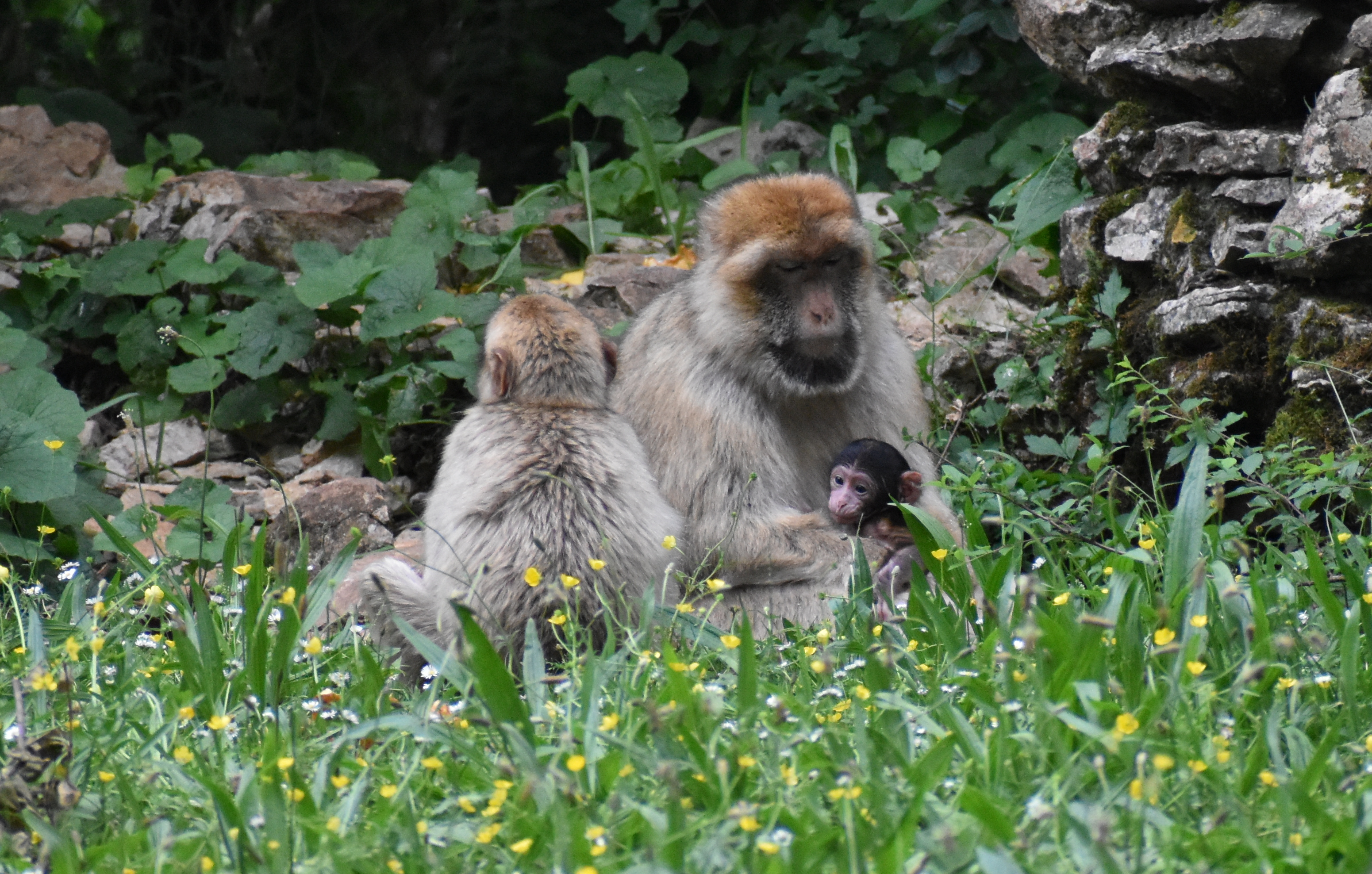
Femelle et son jeune de 4 jours.
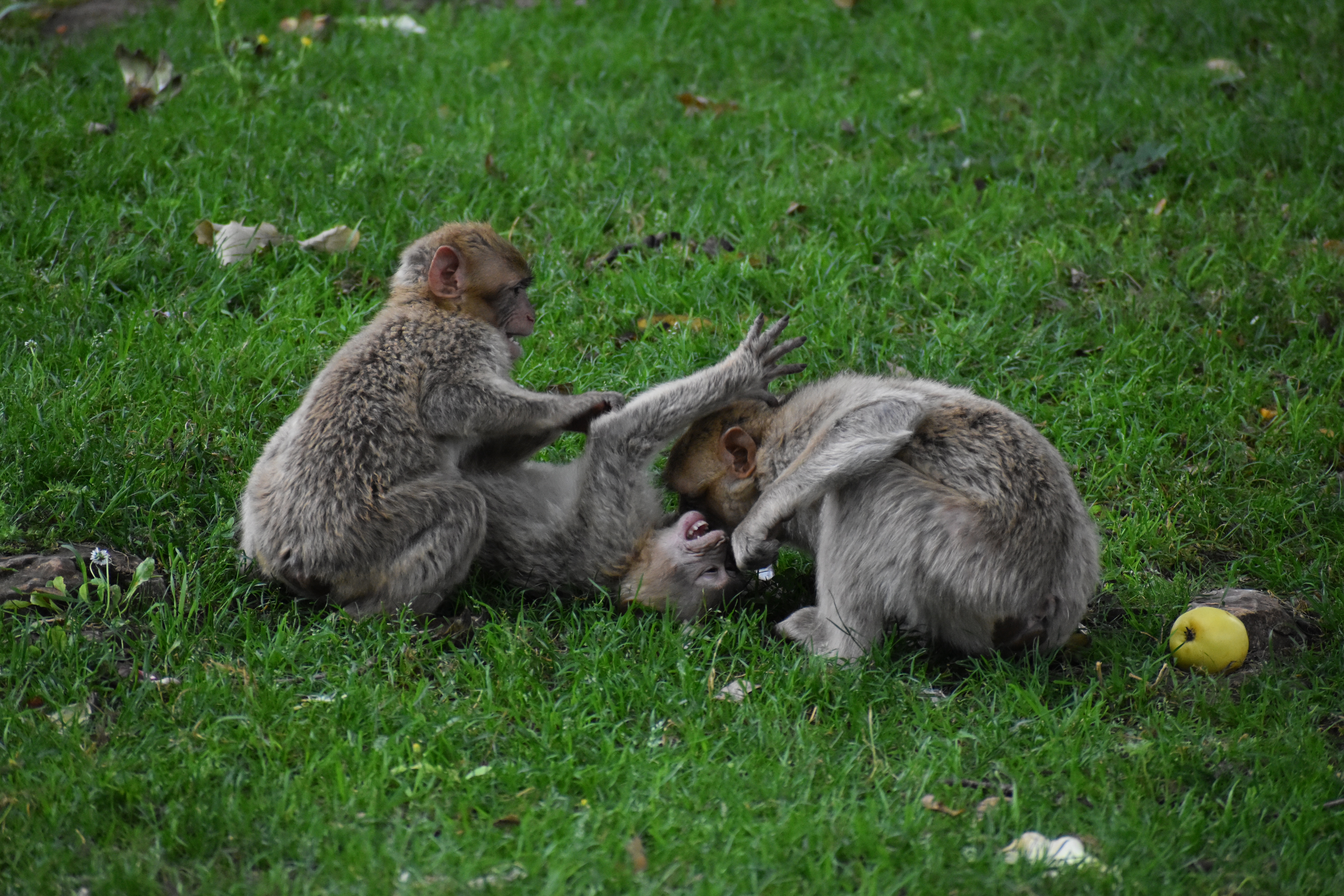
Jeunes en train de jouer.
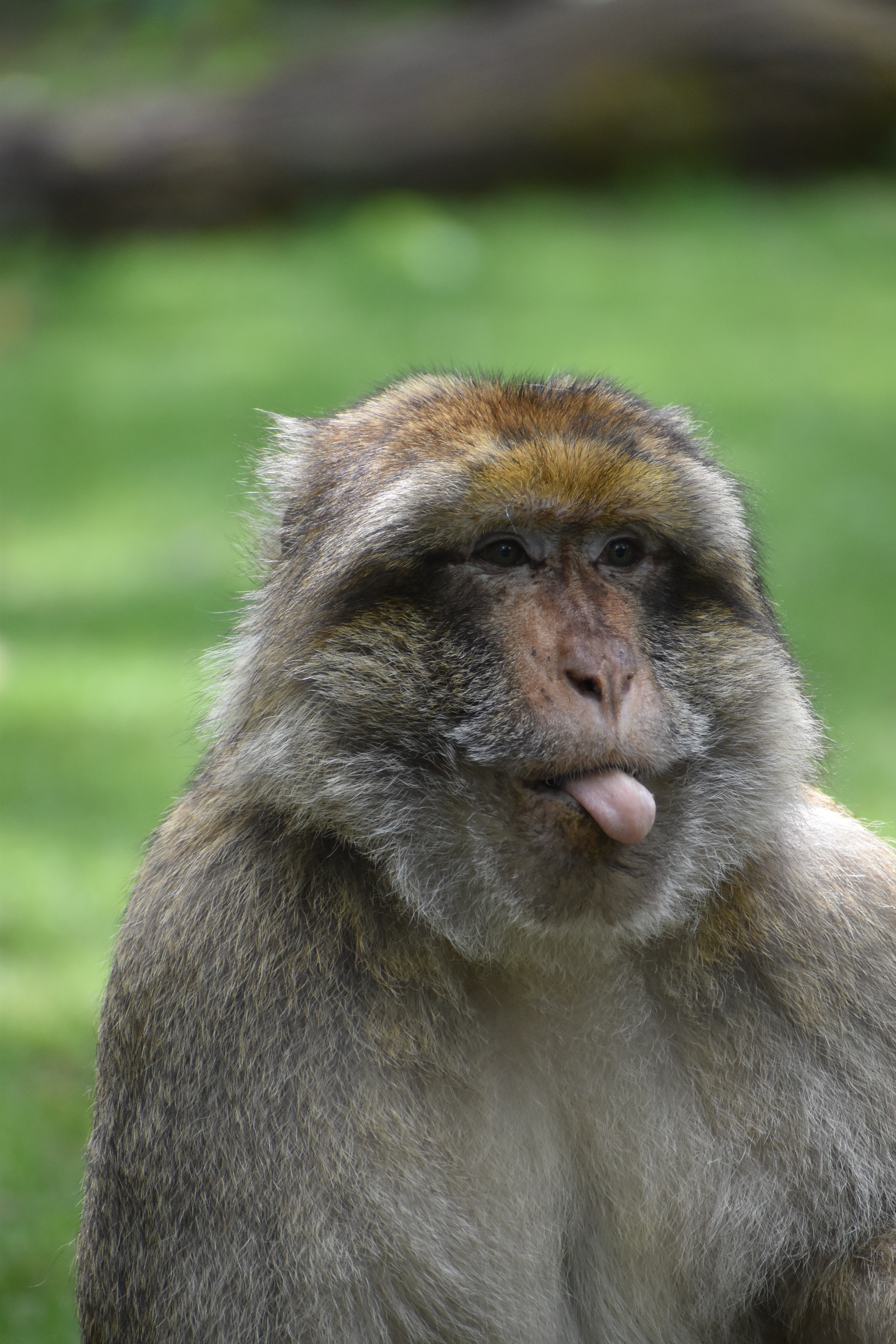
Portrait.
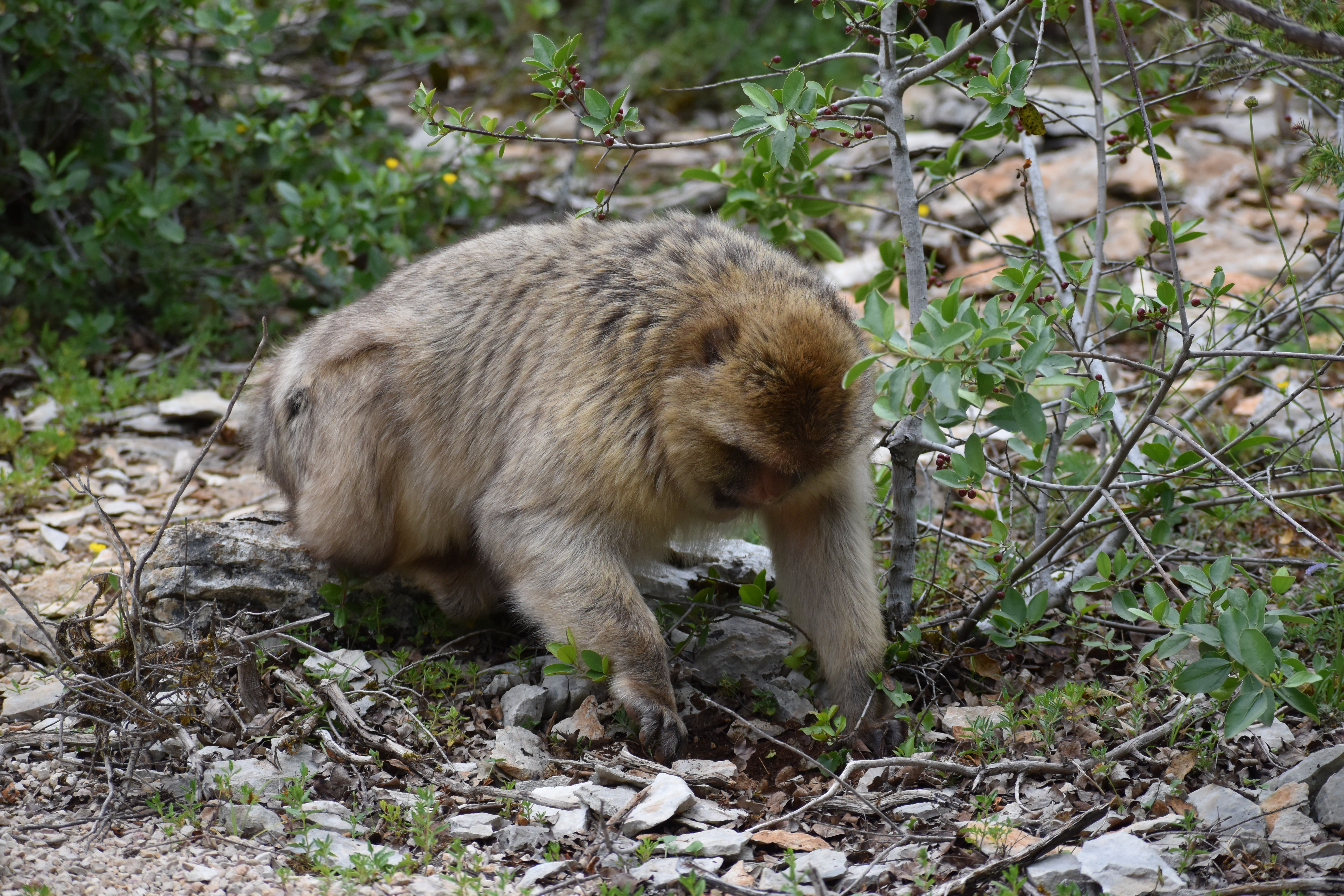
Femelle en train de chercher de la nourriture.
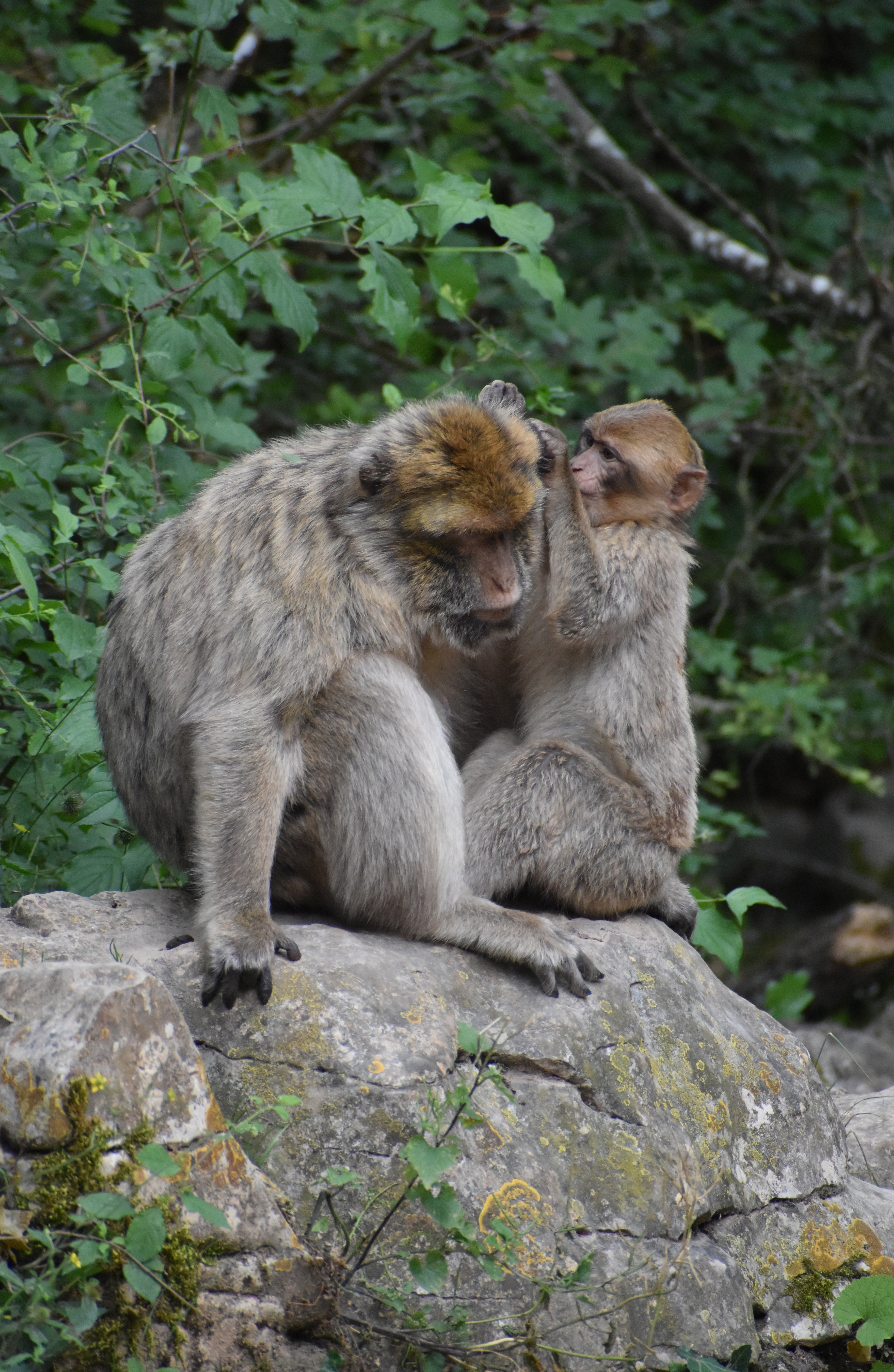
Épouillage.
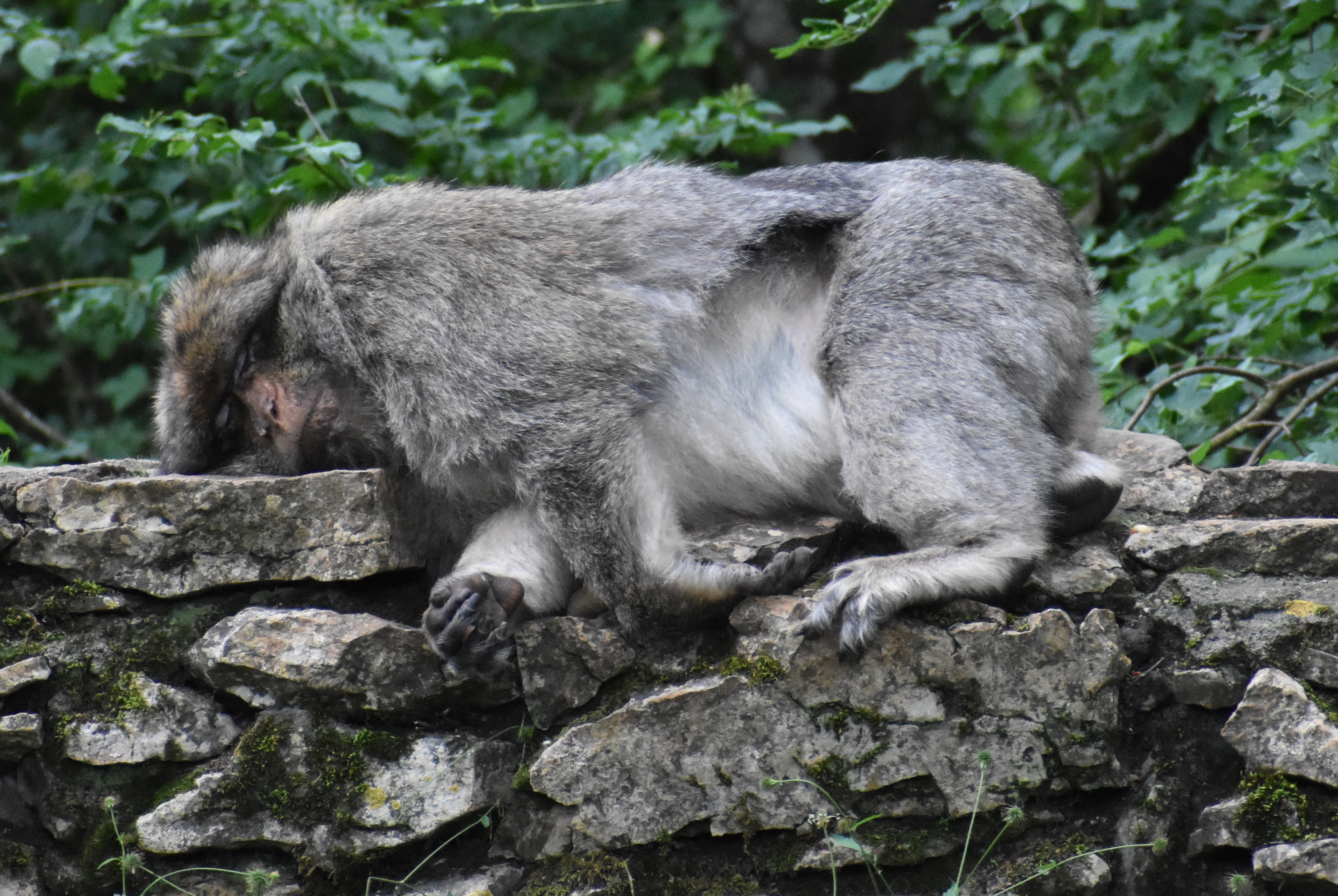
Sieste.